# Embalse del Guavio
El embalse del Guavio es un embalse de Colombia creado por la presa Alberto-Lleras que alimenta la Central hidroeléctrica del Guavio. La presa está ubicada en los municipios de Gachetá, Gachalá, Gama y Ubalá, en el departamento de Cundinamarca, y represa las aguas de los ríos Guavio, Batatas y Chivor.

## Características
Las principales características de la presa son las siguientes:
- Presa de enrocado de 243 m de altura para formar un embalse útil de 950 millones de m³. El caudal promedio del río en el sitio de presa es de 62 m³/s
- Túnel de desviación de 1160 m de longitud.
- Rebosadero: dos túneles de 600 m de longitud y con vertedero de entrada controlado mediante compuertas.
- Túnel de desviación al embalse de los ríos Batatas de 2330 m de longitud y Chivor de 2190 m de longitud.
- Túnel superior de carga de 13315 m de longitud.
- en el momento de su construcción, era la tercera presa más alta del mundo (en 2012, la 12.ª del mundo).
- Al llenarse el embalse los lugareños comenzaron a interesarse por la pesca y deportes náuticos.
- Tiene una descarga de fondo para drenar el sedimento, la cual fue gravemente averiada el día del primer rebose por la exageración de los políticos espectadores, los cuales pedían más agua.